# Atakebune
Atakebune (安宅船?) erau nave militare Japoneze din secolele XVI-lea și XVII-lea folosite de-a lungul războaielor Japoneze sângeroase în cadrul controlului politic și unificarea întregii Japonii.

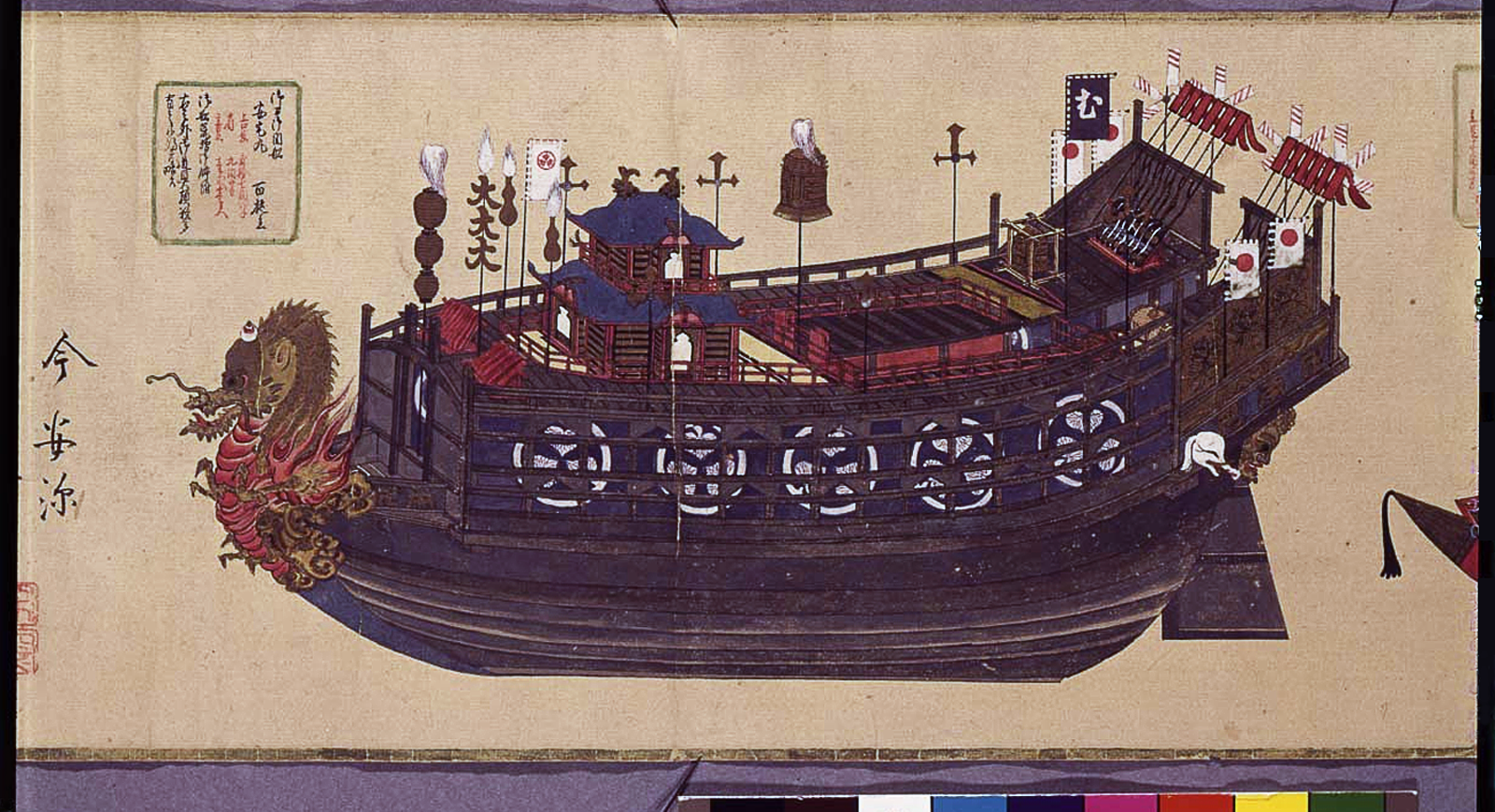
O navă de război navală de tip „Atakebune” japoneză din secolul al XVI-lea, purtând simbolul clanului Tokugawa.

Japonia a depus eforturi majore în cadrul construcție navelor la mijlocul secolului al XVI-lea, în perioada Sengoku, când conducătorii feudali, care se luptau pentru supremație, au construit diferite flote navale de coastă, alcătuite din câteva sute de nave. Cea mai mare (și în general cea mai periculoasă) dintre aceste nave era numită Atakebune. 
În acea perioadă, daimyō-ul japonez Oda Nobunaga a făcut, conform jurnalului starețului Tamon-I, șase mari Atakebune acoperite cu fier, în 1578. Aceste nave au fost numite "Tekkōsen" ( 鉄 甲 船 ), care înseamnă literalmente "nave de fier", ceea ce nu înseamnă că erau din fier, ci că suprastructura lor ar fi putut fi întărită cu plăci de fier împotriva tunurilor și a săgeților de foc. Cu toate acestea, nu s-a menționat nicio acoperire de fier în contul misionarului iezuit Luís Fróis, care a văzut și a descris corăbiile. 
Cu toate acestea, în scrisoarea de la João Rodrigues către Luís Fróis din 1593, a fost menționată construcția completă a unei Atakebune acoperită cu fier de către Toyotomi Hideyoshi. Hideyoshi a pus aceste nave să invadeze Coreea, iar suprastructura lor a fost complet acoperită de plăci de fier.
„Atakemaru” ( 安 宅 丸 ), marele Atakebune realizat de Mukai Shōgen Tadakatsu pentru Tokugawa Hidetada și Tokugawa Iemitsu a fost acoperit complet de plăci de cupru. 
Atakebune erau înarmate cu câteva tunuri și numeroase archebuze de calibru mare. Oda a învins marina Mori cu ei la gura râului Kizu, Osaka, în 1578, într-un ambuteiaj naval de succes. Aceste nave, cele mai bune din Atakebune, au fost folosite oarecum în contrast cu tactica navală japoneză a vremii, care considerau lupta navală ca o luptă între echipajele navelor, mai degrabă decât între navele în sine (ceea ce a contribuit la tactica navală japoneză primară. de apropiere și de abordare a navelor opuse, în timp ce echipajele japoneze excelau la luptă din mână în mână).     
Aceste nave pot fi considerate ca fortărețe plutitoare mai degrabă decât adevărate nave de război și au fost folosite doar în acțiuni de coastă. Au folosit vâsle pentru propulsie, iar ca placare completă cu fier, dacă a existat, precum și grosimea lor (adică armamentul și oamenii pe care îi transportau) au împiedicat probabil propulsia pe bază de vânt prin pânze.     
În invazia japoneză a Coreei, deficiențele acestor nave au ieșit în evidență, deoarece s-au dovedit a nu se potrivi cu puterea superioară de construire și foc a navelor Panokseon ale marinei coreene, care putea găzdui un număr mult mai mare de tunuri datorită structurii mai robuste și, astfel, acestea se angajau în lupte aplicând diferite tactici acoperind bătaia tunurilor inamice, decât să abordeze o tactică de încercuire și capturare a marinei japoneze bazate pe nave atakebune.     